# WTA Elite Trophy
O WTA Elite Trophy – ou Huafa Technology WTA Elite Trophy Zhuhai, atualmente – é um torneio de tênis profissional feminino suplementar de fim de temporada da WTA. É o evento sucessor do Torneio das Campeãs da WTA de formato diferente, que aconteceu de 2009 a 2014.
Realizado em Zhuhai, no sul da China, estreou em 2015. Sem sede fixa, ficaria até 2019. No entanto, veio o hiato de três anos, principalmente por causa da pandemia de COVID-19. Retornou no mesmo local. Os jogos são disputados em quadras duras durante o mês de outubro.

## Finais

### Simples
| Ano                                                                | Campeã              | Vice-campeã       | Resultado   |
| ------------------------------------------------------------------ | ------------------- | ----------------- | ----------- |
| 2023                                                               | Beatriz Haddad Maia | Zheng Qinwen      | 7–611, 7–64 |
| Torneio suspenso em 2022 devido ao caso Peng Shuai                 |                     |                   |             |
| Torneio não realizado em 2021 e 2020 devido à pandemia de COVID-19 |                     |                   |             |
| 2019                                                               | Aryna Sabalenka     | Kiki Bertens      | 6–4, 6–2    |
| 2018                                                               | Ashleigh Barty      | Wang Qiang        | 6–3, 6–4    |
| 2017                                                               | Julia Görges        | Coco Vandeweghe   | 7–5, 6–1    |
| 2016                                                               | Petra Kvitová       | Elina Svitolina   | 6–4, 6–2    |
| 2015                                                               | Venus Williams      | Karolína Plíšková | 7–5, 7–56   |

### Duplas
| Ano                                                                | Campeãs                                  | Vice-campeãs                                   | Resultado        |
| ------------------------------------------------------------------ | ---------------------------------------- | ---------------------------------------------- | ---------------- |
| 2023                                                               | Beatriz Haddad Maia Veronika Kudermetova | Miyu Kato Aldila Sutjiadi                      | 6–3, 6–3         |
| Torneio suspenso em 2022 devido ao caso Peng Shuai                 |                                          |                                                |                  |
| Torneio não realizado em 2021 e 2020 devido à pandemia de COVID-19 |                                          |                                                |                  |
| 2019                                                               | Lyudmyla Kichenok Andreja Klepač         | Duan Yingying Yang Zhaoxuan                    | 6–3, 6–3         |
| 2018                                                               | Lyudmyla Kichenok Nadiia Kichenok        | Shuko Aoyama Lidziya Marozava                  | 6–4, 3–6, [10–7] |
| 2017                                                               | Duan Yingying Han Xinyun                 | Lu Jingjing Zhang Shuai                        | 6–2, 6–1         |
| 2016                                                               | İpek Soylu Xu Yifan                      | Yang Zhaoxuan Xiaodi You                       | 6–4, 3–6, [10–7] |
| 2015                                                               | Liang Chen Wang Yafan                    | Anabel Medina Garrigues Arantxa Parra Santonja | 6–4, 6–3         |